# Связь в России

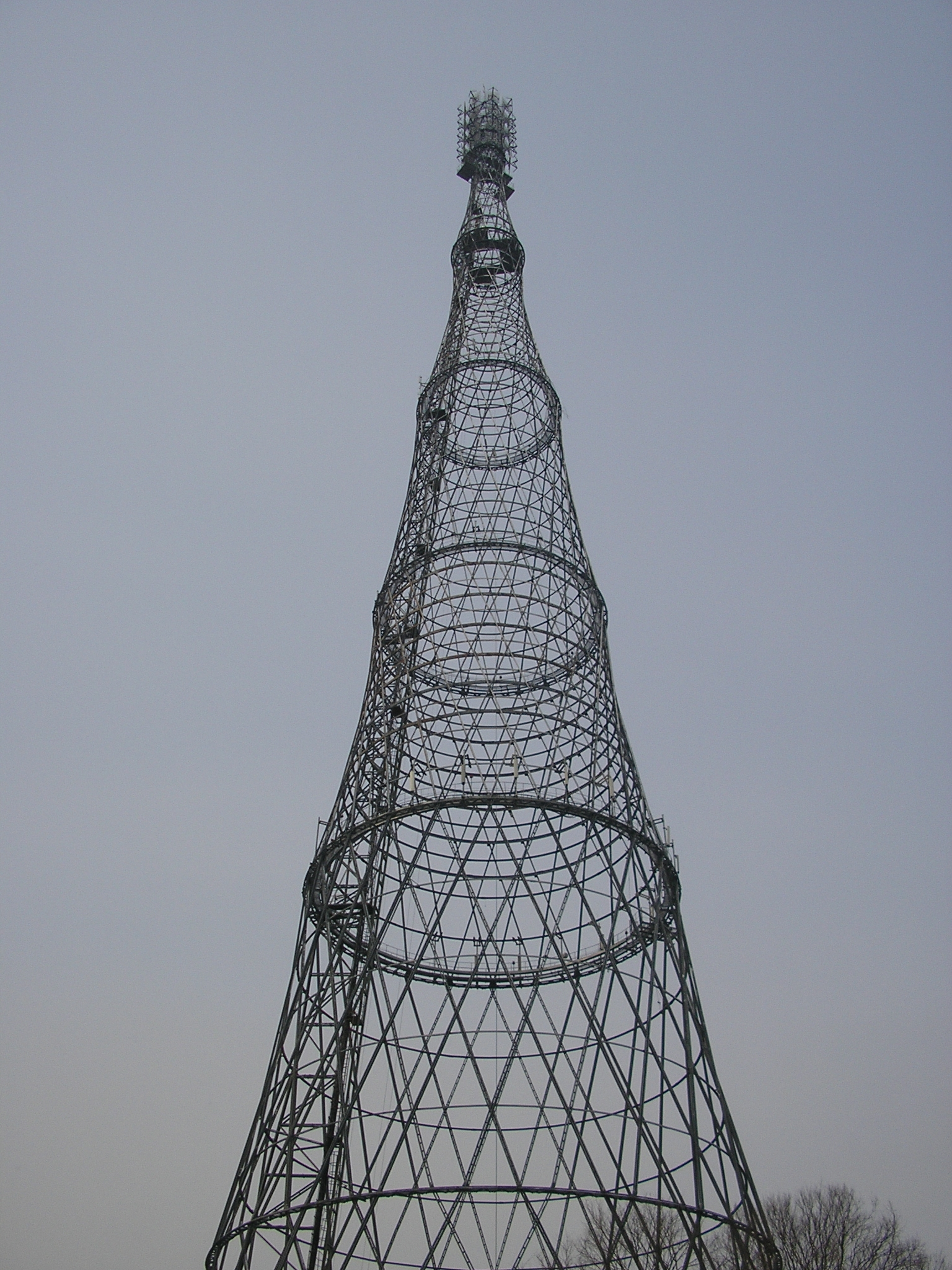
Гиперболоидная Шуховская башня

Связь в России — одна из отраслей российской экономики.
Огромные расстояния, присущие российским государствам разного времени, послужили почвой для образования богатейшей культуры пользования средствами связи и развития одного из самых своеобразных телекоммуникационных рынков мира. Джордж Сорос возлагал большие надежды на трансформированный советский рынок связи, но в итоге вывел свои активы через несколько лет.
Понятие «связь» связано с понятиями «телекоммуникации», «инфокоммуникации», «интернет», «радио», «телевидение» и, вероятно, вообще любыми отраслями деятельности, так как телекоммуникационная отрасль служит основой для сетей связи, жизненно необходимых для существования любой современной сложной общественной структуры. Радисты и связисты изначально были обособленными специалистами, но по мере увеличения роли телекоммуникаций в жизни общества их деятельность стала всё активнее пересекаться с деятельностью представителей других профессий. С отраслью связи сталкивается всякий желающий воспользоваться услугами телефонии, теле- и радиовещания, интернета.
Выработкой и реализацией государственной политики и нормативно-правовым регулированием в сферах информационных технологий, электросвязи, массовых коммуникаций и СМИ занимается Министерство связи и массовых коммуникаций Российской Федерации (подробнее — см. статью о министерстве).
Существуют популярные российские конференции связистов, например, «Связь-Экспокомм», «ИнфоКом».

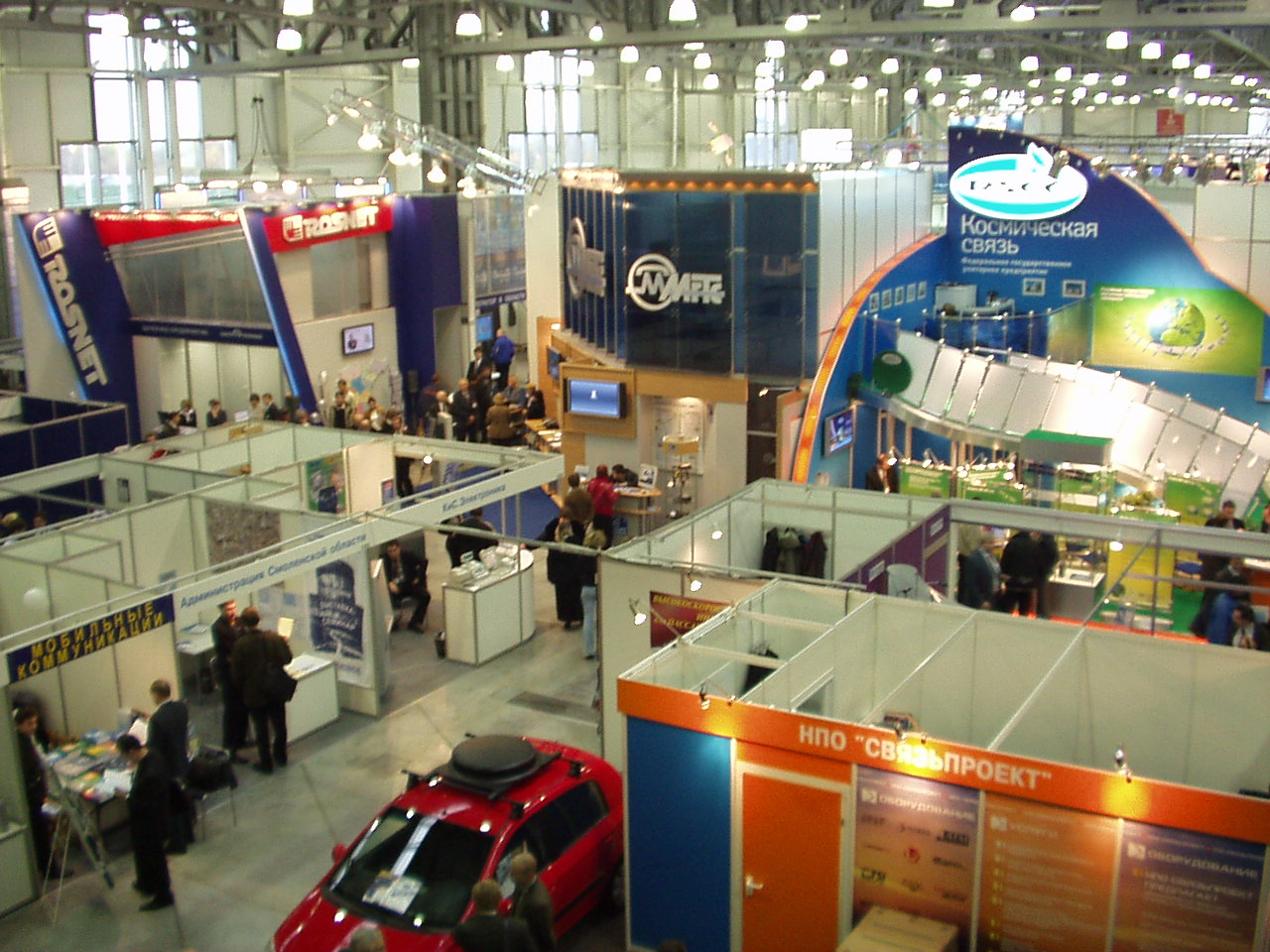
Выставка «ИнфоКом-2004»

## История
Логическим началом развития сетей передачи данных на русском языке можно считать распространение по территории России почты, журналистики, затем телеграфа, телефона, радиосвязи, телевидения, интернета и сотовой связи. Начиная с телеграфа это потребовало применения специальных технических устройств для конвертации информации в электроимпульсы и радиоволны, не понимаемые напрямую человеком (здесь можно также вспомнить сделанное в 1837 году предсказание Владимира Одоевского, писавшего в фантастическом романе «4338-й год» о том, что «между знакомыми домами устроены магнетические телеграфы, посредством которых живущие на далеком расстоянии разговаривают друг с другом», а также о «домашних газетах», издающихся «во многих домах, особенно между теми, которые имеют большие знакомства»: этими газетами «заменяется обыкновенная переписка», в них «помещаются обыкновенно извещение о здоровье или болезни хозяев и другие домашние новости, потом разные мысли, замечания, небольшие изобретения, а также и приглашения, когда же бывает зов на обед, то и le menu»).
Первый электромагнитный телеграф создал российский учёный Павел Львович Шиллинг в 1832 году. Публичная демонстрация работы аппарата состоялась на квартире Шиллинга 21 октября 1832 года. Павел Шиллинг также разработал оригинальный код, в котором каждой букве алфавита соответствовала определённая комбинация символов, которая могла проявляться чёрными и белыми кружками на телеграфном аппарате.
В России первые телеграфные линии были установлены в 1841 году между важнейшими государственными и железнодорожными объектами Петербурга и окрестностей. В 1852 году между Санкт-Петербургом и Москвой начала действовать подземная кабельная телеграфная линия. К концу 1855 года телеграфные линии соединили города Центральной России и прокладывались в Польшу, Крым и Молдавию.
В 1878 году российский электротехник П. M. Голубицкий применил в телефонных аппаратах конденсатор и разработал первый российский телефон оригинальной конструкции, в котором было применено несколько постоянных магнитов. В 1885 году Голубицкий разработал систему централизованного питания микрофонов телефонных аппаратов.

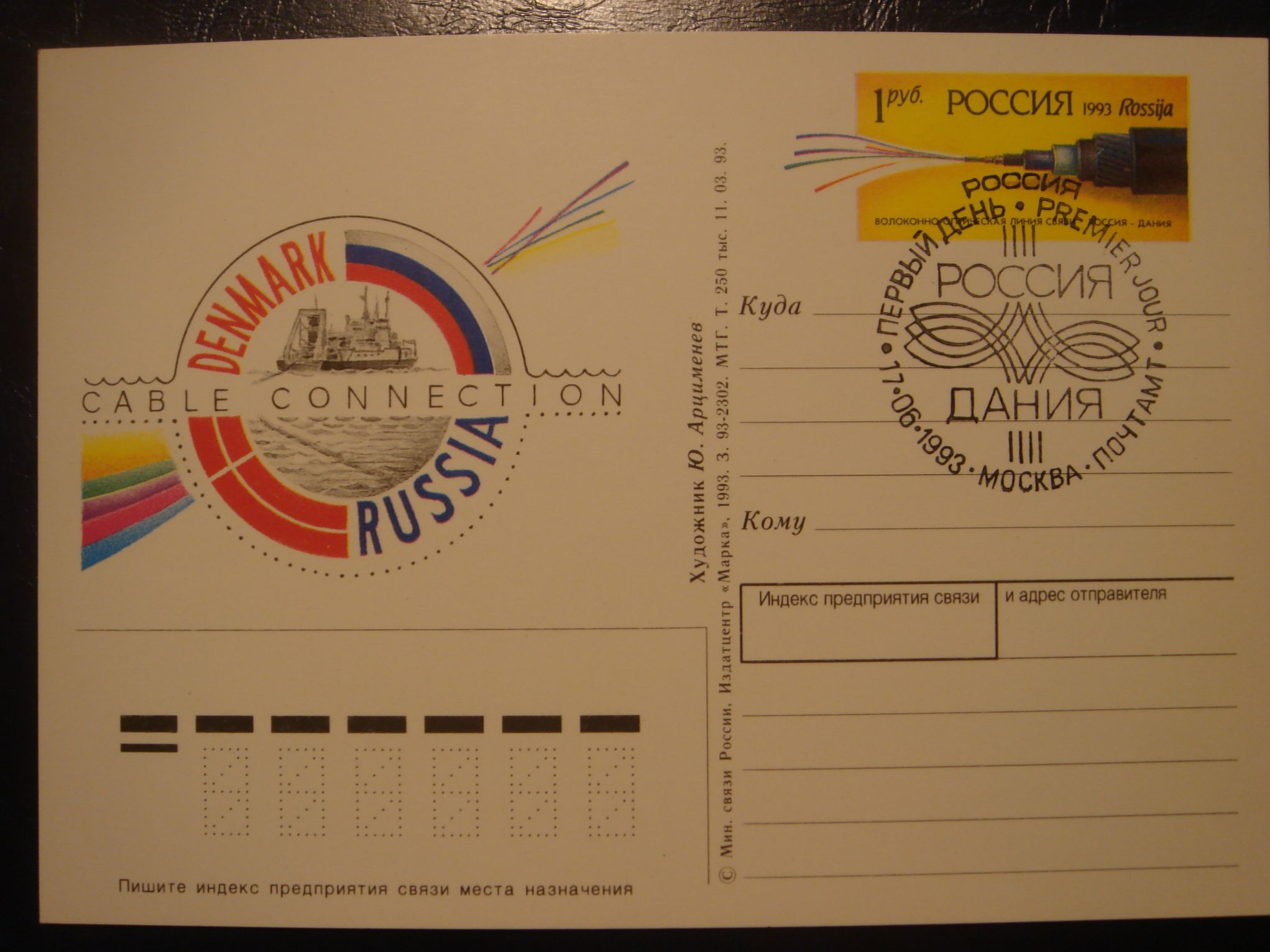
Почтовый конверт, марка и почтовый штемпель 1993 года, посвящённые прокладке оптической линии «Дания — Россия»

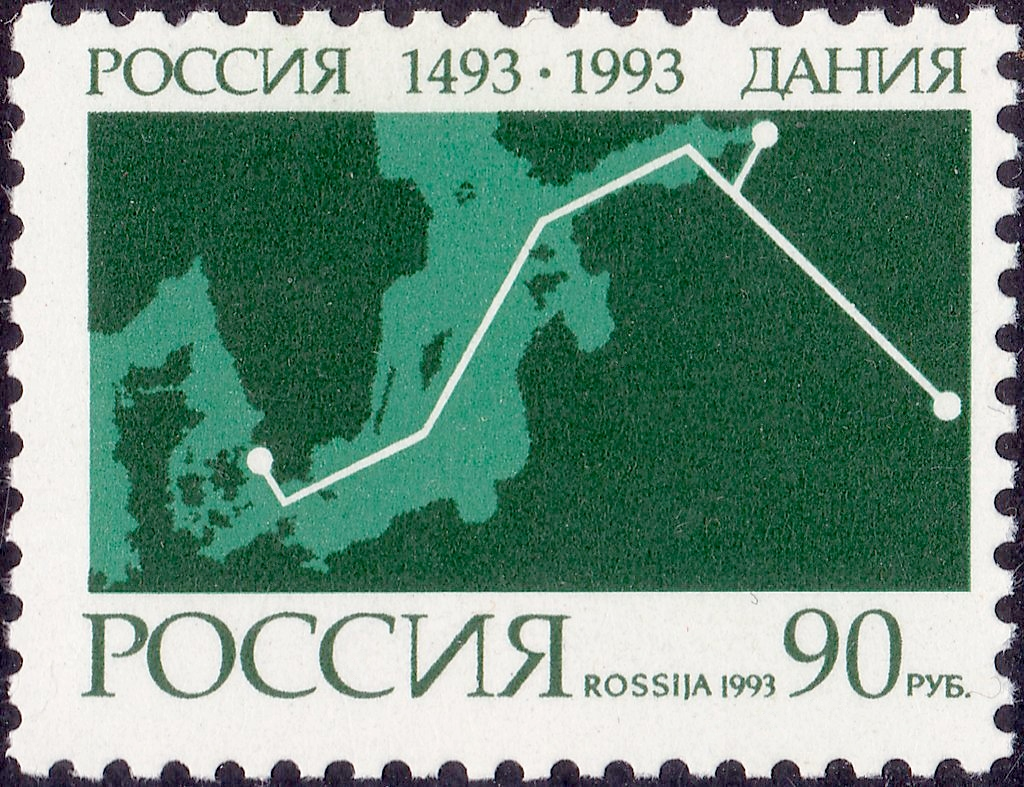
Почтовая марка со схемой цифровой линии «Дания — Россия»: Москва, Петербург и Копенгаген соединены через Кингисепп

25 апреля (7 мая) 1895 года российский учёный Александр Степанович Попов на заседании Русского физико-химического общества (РФХО) продемонстрировал прибор, названный им в статье, опубликованной в журнале РФХО в январе 1896 года, «Прибор для обнаружения и регистрирования электрических колебаний»:65.
Революция 1917 года во многом привела к международной изоляции России и СССР. Широко известно, что революционеры ставили первоочередной задачей захват «почты, телефона, телеграфа», что провозгласил В. И. Ленин в статье «Советы постороннего». Полного отключения России и СССР от международной связи не произошло. Телефонные и телеграфные сети разного назначения развивались и имели международные соединения под строгим контролем спецслужб.
Первые телепередачи начались в Москве в 1935 году. Основные телепередачи тех лет были посвящены жизни Советского Союза, культурным мероприятиям, спорту.
В 1941—1945 годах телевидение не работало. Работало публичное радиовещание, через которое, в частности, Сталин обратился к народу с началом войны.
Развивалась любительская радиосвязь. В расчёте на советских радиолюбителей на территорию СССР вели вещание «вражеские голоса».
Считается, что история передачи компьютерных данных в США началась в 1950-х гг., когда стали проводиться первые опыты по обмену данными между разными ЭВМ, а первая «удалённая» сеть (Кембридж — Санта-Моника) датируется 1965 годом. В СССР в это время велась работа над вычислительными системами МЭСМ, БЭСМ и другими, советские радиолюбители обменивались закодированными радиограммами с коллегами по всему миру, в обществе тайно функционировал самиздат (своеобразный прообраз WWW), то есть была и передача данных, и компьютеры. Существует также мнение, что толчок развитию интеллектуальных технологий в США дал запуск Советским Союзом в 1957 году первого спутника.
Советские учёные из ИТМиВТ АН СССР создавали сети компьютерной связи с 1952 года в рамках работ по созданию автоматизированной системы противоракетной обороны (ПРО) Система «А». Вначале специалисты под руководством Сергея Лебедева создали серию ЭВМ («Диана-I», «Диана-II», М-40, М-20, М-50 и др.) и организовали обмен данных между ними для вычисления траектории противоракеты. Как пишет один из создателей системы Всеволод Бурцев, «в экспериментальном комплексе противоракетной обороны» центральная машина М-40 «осуществляла обмен информацией по пяти дуплексным и асинхронно работающим радиорелейным каналам связи с объектами, находящимися от неё на расстоянии от 100 до 200 километров; общий темп поступления информации через радиорелейные линии превышал 1 МГц». В 1956 году западнее озера Балхаш советскими учёными и военными был создан большой полигон «Сары-Шаган», где разрабатываемая система ПРО, вместе с сетью ЭВМ, проходила испытания.
Разрабатывались вычислительные системы и сети и гражданского применения. К примеру, в 1972 году были введены в строй железнодорожная система «комплексной автоматизации билетно-кассовых операций» АСУ «Экспресс» и система резервирования авиабилетов «Сирена», обеспечивавшие передачу и обработку больших массивов информации.

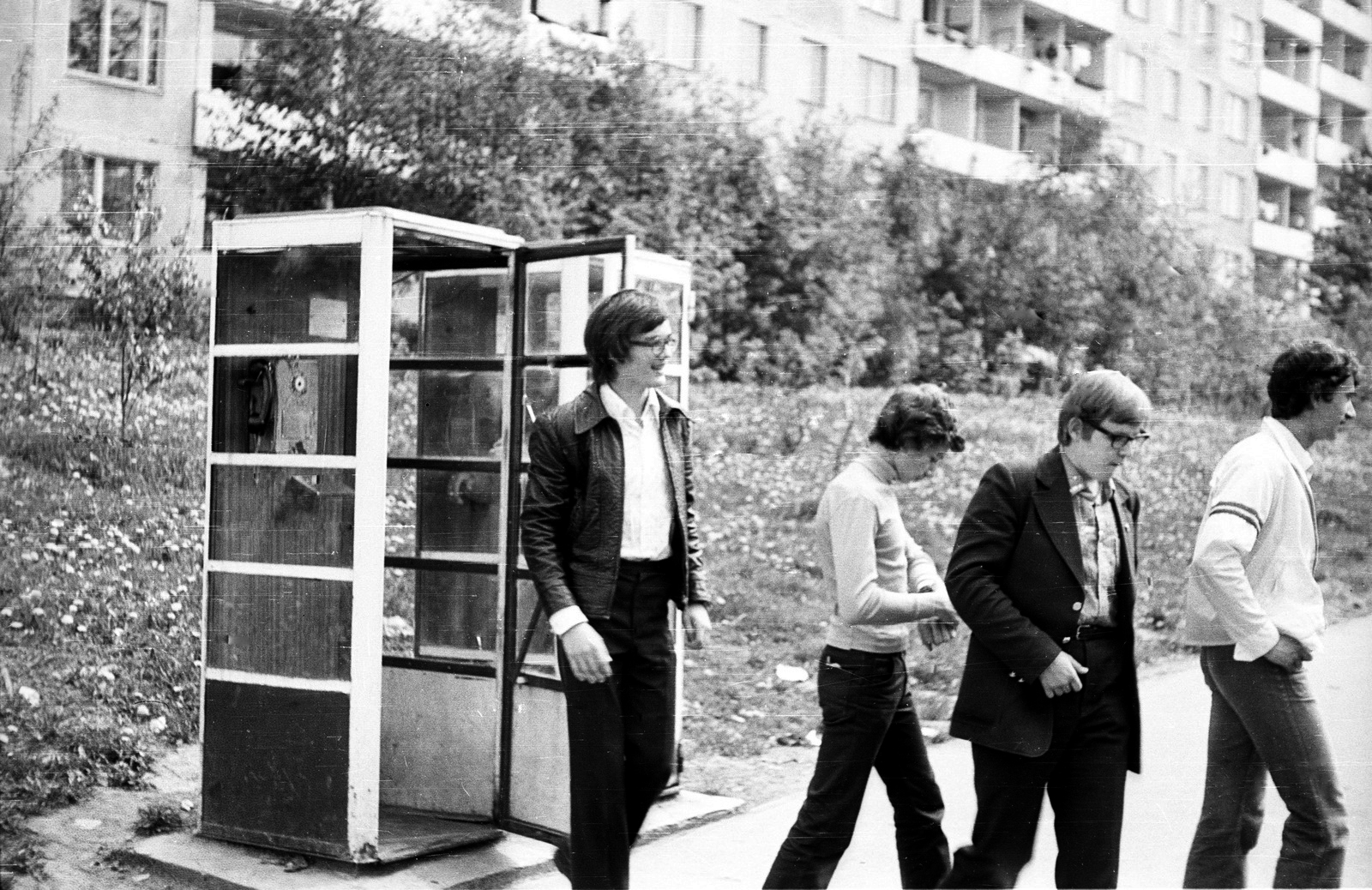
Советский телефон-автомат

В этот период разрабатывается и внедряется «Единая автоматизированная сеть связи» (ЕАСС) — см. Телефонный план нумерации СССР.
Советская гражданская телефонная сеть имелась по всей стране и была полностью аналоговой. Однако уровень телефонизации даже крупных городов и особенно жилья в них оставался невысоким. В советских городах, при строительстве новых микрорайонов вводились в строй новые автоматические телефонные станции (АТС), как правило на 10-20 тысяч телефонных номеров, однако их не хватало. Очереди на установку телефонов в квартирах достигались 10 и более лет. Поэтому единственным доступным средством телефонной связи оставались уличные таксофоны. Также имелись сети связи специального назначения.
26 июня 1990 года в СССР было создано АО «Совтелеком» для модернизации гражданских сетей, после ликвидации СССР его переназвали «Интертелеком», а в сентябре 1993 года было создано ОАО «Ростелеком», которое получило статус «национального оператора связи». Одним из первых масштабных проектов ОАО стала прокладка первой в России подводной оптической цифровой линии в Данию по дну Балтики, что положило начало участию России в «глобальном кольце цифровой связи».
После распада СССР российское министерство связи претерпело многочисленные реформы. Процесс приватизации телекоммуникационного рынка происходил долго и достаточно сложно.
В 2011 году петербургский учёный-историк Александр Островский опубликовал книгу «История мировой и отечественной связи».

## Сотовая связь в России
С 1963 года в СССР работала система связи «Алтай», передававшая аналоговый сигнал по радио на абонентские мобильные устройства и позволявшая соединяться с наземной телефонной сетью. Аналоговые сети мобильной связи получили название «транкинговая система».

В 1989 году совместное советско-финское предприятие АМТ построило в Москве радиальную, с элементами сотовой сети, систему радиотелефонной связи, базировавшуюся на пяти приемо-передающих станциях (одна в центре и четыре по периметру Москвы). Каждая станция обслуживала свой район города и пригорода, но подлинно сотовой эту систему считать все же было нельзя — в ней отсутствовало многократное использование частот. Все рабочие станции AMT были соединены кабелем с одной АТС. Оборудование системы — и приемо-передающие устройства, и радиотелефоны было производства финской фирмы Nokia. 

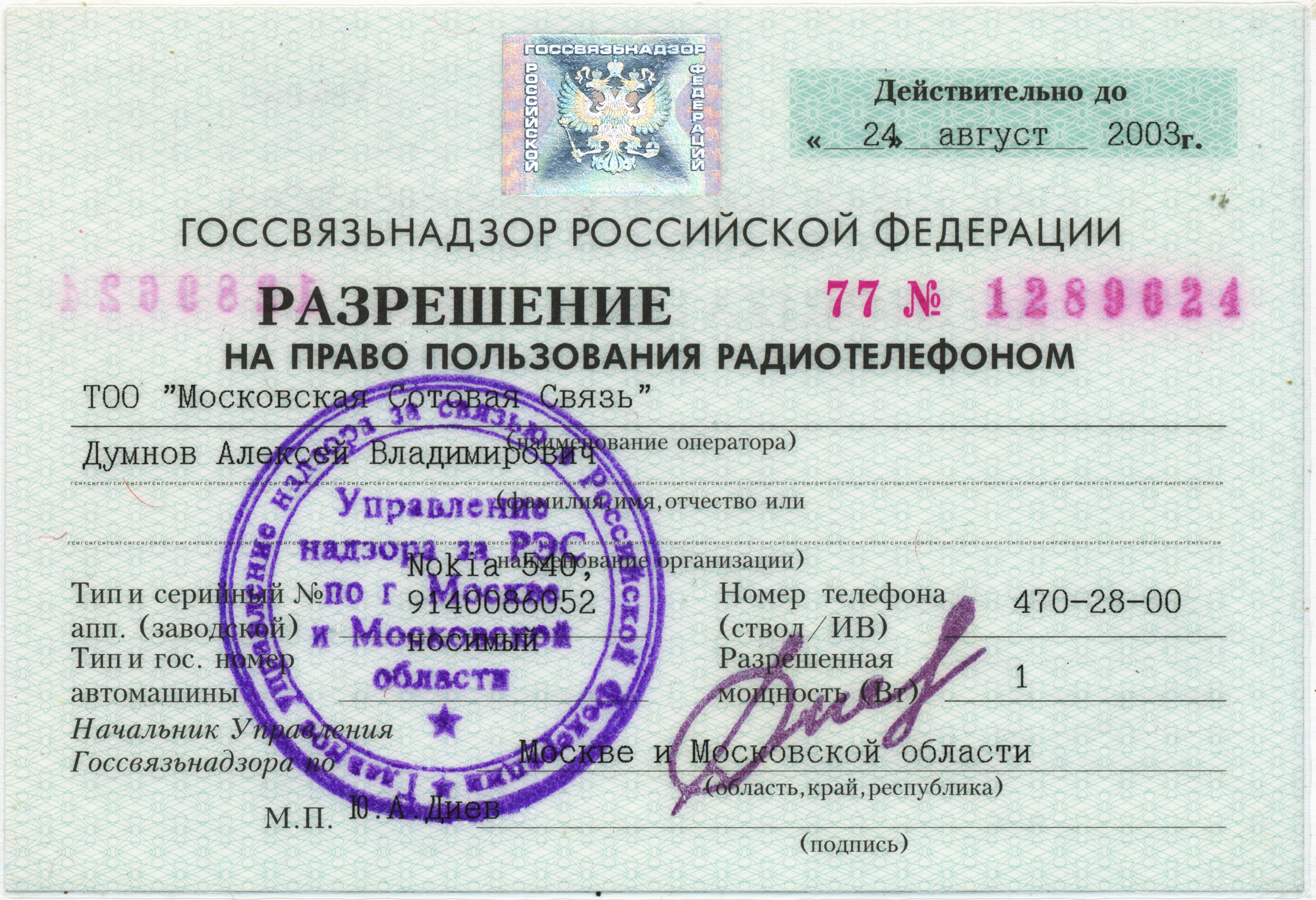
Разрешение на право пользования радиотелефоном «Московской сотовой связи» в 1998 году

Сотовая связь в современном понимании начала внедряться в России с 1990 года, коммерческое использование началось с 9 сентября 1991 года, когда в Санкт-Петербурге компанией «Дельта Телеком» была запущена первая в СССР сотовая сеть (работала в стандарте NMT-450) и был совершён первый символический звонок по сотовой связи в Сиэтл мэром Санкт-Петербурга Анатолием Собчаком. Вторая в России (и первая в Москве) сотовая сеть была построена российско-американским совместным предприятие Moscow Cellular («Московская сотовая связь», МСС). 16 декабря 1991 года началась экспериментальная эксплуатация сети MCС (также стандарта NMT-450), а 29 января 1992 года сеть была запущена и в коммерческую эксплуатацию. Руководитель Клуба региональной журналистики Ирина Ясина вспоминает:
Первый мобильный телефон был вот такой величины и назывался Nokia. Он стоил 5000 $. Его, как чемодан, надо было за собой носить. Когда мы выходили из машины, мы снимали дворники всегда, потому что их воруют. А крутые брали телефон из салона, шли в кафе, клали перед собой телефон, который занимал полстола. Это было смешно.

Карта: количество GSM, UMTS и LTE операторов, присутствующих в различных регионах России (по состоянию на 2025 год).
3
4
5

25 июля 1992 года коллегия министерства связи проведенная под руководством министра Владимира Булгака, приняла решение, что в России будет две федеральные сети подвижной радиотелефонной связи — скандинавского аналогового стандарта NMT-450 первого поколения (1G) в диапазоне 450 МГц и панъевропейского цифрового стандарта GSM второго поколения (2G) в диапазоне 900 МГц. Позднее,15 октября 1992 года появился приказ Минсвязи (№ 376) министра Булгака о так называемом «региональном стандарте». Не отменяя ранее принятых решений о том, что в России используются только два «федеральных» стандарта сотовой связи NMT и GSM, приказ разрешил еще один «региональный» стандарт — американский аналоговый AMPS в диапазоне 800 МГц. Лицензирование проводившееся по региональному принципу предполагало только одного игрока для каждого из стандартов в каждом регионе. Через несколько лет подобное несовершенство системы лицензирования телекоммуникационной деятельности в России привело к серьезным конфликтам между различными бизнес-группами стремившимися закрепиться на сверхприбыльном рынке сотовой связи. Много позднее, в 2009 году, Владимир Булгак признал: «Концепция „один оператор — один стандарт“ была одной из „ошибок роста“ отрасли».
Сотовая связь в Москве в этот период (октябрь 1993 года), по оценке газеты Коммерсант, являлась самой дорогой в мире, что привело к появлению сотовых фрикеров, клонировавших трубки-«двойники» в слабозащищённых стандартах NMT и AMPS. Компания «Дельта Телеком», столкнувшаяся с проблемой «подсадок», в 1994 году пресекла возможность создания клонов, установив в своей сети систему защиты SIS (Subscriber Identification Security). К декабрю 1994 года системой SIS были оснащены и 90 процентов абонентских терминалов в сети компании МСС, после чего фрикеры перешли к взлому сетей стандарта AMPS (и его модификаций). Компания «Вымпелком» с сентября 1994 года по март 1995 года провела модернизацию своей аналоговой сети стандарта AMPS до цифрового стандарта DAMPS, однако обеспечить надёжную защиту удалось позднее, после внедрения системы шифрования A-Key, которую взломать фрикерам так и не удалось. После чего фрикеры сконцентрировались на атаках незащищённых телефонов клиентов региональных AMPS операторов, пользующихся услугами роуминга в московской сети «Билайн». «Билайн» пытался бороться с незаконными подключениями трубок-«двойников» , устанавливая пароль на исходящие звонки, который менялся ежедневно. В июле 1997 года проблему клонированных трубок в своей сети стандарта NAMPS признал санкт-петербургский оператор FORA Communications. В марте 1998 года объем фрода достигал 10 % всего трафика. В августе 1998 года оператор внедрил систему аутентификации абонентов A-Key стоимостью 500 тысяч долларов, разработанную компанией Motorola. В 1999 году ежемесячное количество обращений по поводу несанкционированного подключения все еще составляло около 70. Борьба с подсадками с новой силой развернулась в 2000 году и к середине года проблема была практически решена.
С 1994 года в России началось развертывание цифровых сотовых сетей стандарта GSM — 7 июля началась опытно-коммерческая эксплуатация сети компании МТС в Москве, а в декабре компания North-West GSM запустила свою сеть в Санкт-Петербурге. 1994 год ознаменовался и началом экспансии сетей сотовой связи в российские регионы: в апреле начала работу Тверская сотовая связь (ТСС), 4 мая 1994 года официально запущена ООО «Челябинская сотовая связь» (ЧСС).
В 1996—1997 годах отмечалось существенное снижение тарифных расценок на сотовом рынке Санкт-Петербурга, ставших рекордно низкими в России, а у оператора FORA Communications и ниже тарифов европейских сотовых компаний.
К июлю 1997 года общее число абонентов в России составило около 300 тысяч. В 1997 году продолжилось постепенное снижение цен на услуги сотовой связи в Москве, хотя они и оставались одними из самых высоких в мире- в октябре 1997 года минимальная стоимость контракта (в сети «Билайн» стандарта GSM-1800, запущенной 10 июня 1997 года) с прямым московским номером составляла 821 доллар. За 1997 год количество абонентов сотовой сети «Би Лайн» выросло с 64 до 110 тысяч, из них 100 тысяч приходилось на сеть стандарта D-AMPS «Би Лайн 800» (поставщик сетевого оборудования — компания Ericsson) и 10 тыс. — на новую сеть стандарта GSM «Би Лайн 1800» (поставщик — Alcatel). Распространились пейджеры. Эпоха доступной сотовой связи началась в России в 1999 году, когда после дефолта 1998 года и последующего обвального падения курса рубля операторы сотовый связи, впервые столкнувшиеся с сокращением абонентской базы, были вынуждены пойти на существенное снижение, номинировавшихся в долларах, тарифов. Так, компания «Билайн» 25 января 1999 года запустила предоплатную систему под названием БИ ПЛЮС в стандарте DAMPS, а 18 октября 1999 года представила бюджетный коробочный продукт «Би+» стоимостью от 49 $ с тарифным планом «БиПлюс Приват». К началу октября 1999 года в московском регионе насчитывалось уже 550 тысяч абонентов сотовой связи. Ещё одной антикризисной мерой стал ввод осенью 1998 года  федеральных номеров – они обходились операторам и клиентам заметно дешевле прямых. Обострилась конкуренция на рынках сотовой связи и в регионах. 25 февраля 2000 года правительство Российской Федерации приняло постановление об отмене разрешения на пользование сотовыми телефонами. 2000 год на московском рынке сотовой связи ознаменовался ужесточением конкурентной борьбы между компаниями «Вымпелком» и «МТС». Операторы вводили новые тарифы, корректировали старые, предлагали новые услуги и продукты. В 2000 году произошло и существенное снижение стоимости телефонов стандарта GSM, к концу году стоимость моделей начального уровня упала более чем в два раза — до 55-60 долларов. В ноябре 2000 года компания МТС подключила миллионного абонента. 21 ноября 2001 года в Москве начал свою работу «Мегафон» – третий сотовый оператор стандарта GSM. В 2002 году численность абонентов мобильной связи в России увеличилась на 121 %, совокупная абонентская база российских операторов мобильной связи составила 17,8 миллиона человек, сотовой телефонией пользовалось около 12 % населения. В 2002—2003 годах операторы представили prepaid-тарифы без абонентской платы («Джинс», «О’Лайт»), окончательно превратившие сотовую связь в массовую, общедоступную услугу. К концу 2004 года количество абонентов сотовой связи в России выросло до 73,9 миллиона, увеличившись за год примерно на 40 миллионов. 6 декабря 2004 года компания «ВымпелКом» (торговая марка «Би Лайн GSM») запустила технологию EDGE в Вологодской области, став первым российским сотовым оператором, который протестировал EDGE и ввел данную технологию в коммерческую эксплуатацию. К августу 2006 года номинальное проникновение мобильной связи превысило 100 %, хотя по оценкам экспертов, реальными абонентами сотовых компаний являлись всего лишь 70 % жителей страны. С 1 июля 2006 года вступила в действие поправка к закону «О связи», реализовавшая принцип « вызывающий платит» — входящие звонки стали бесплатными. Операторы, оказывавшие в 1990-е годы услуги связи стандартов первого поколения NMT-450 и AMPS, в 2000-е постепенно перешли на оказание услуг, соответственно, в стандартах CDMA-2000 и DAMPS.
К 2007 году основными протоколами сотовой связи, использовавшимися в России, стали GSM-900 и GSM-1800. Помимо этого, работали и CDMA-сети в стандарте CDMA-2000 (он же IMT-MC-450). Последний оператор связи, действовавший в стандарте DAMPS, — Сотовая связь «МОТИВ» (Свердловская область) — перестал работать в данном стандарте 1 сентября 2010 года. Также GSM-операторами вёлся плавный переход на стандарт UMTS. В частности, первый фрагмент сети этого стандарта в России был введён в эксплуатацию 2 октября 2007 года в Санкт-Петербурге компанией «МегаФон».

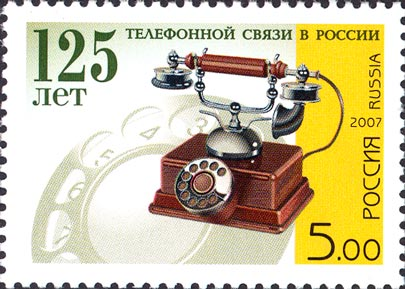
Почтовая марка, 2007 год. 125 лет телефонной связи в России

Компания IDC на основе исследования российского рынка сотовой связи сделала вывод, что в 2005 году общая продолжительность разговоров по сотовому телефону жителей РФ достигла 155 миллиардов минут, а текстовых сообщений было отправлено 15 миллиардов штук.
Согласно данным британской исследовательской компании Informa Telecoms & Media за 2006 год, средняя стоимость минуты сотовой связи для потребителя в России составила 0,05 $ — это самый низкий показатель из стран «большой восьмёрки».
В декабре 2007 года число пользователей сотовой связи в России выросло до 172,87 млн абонентов, в Москве — до 29,9, в Санкт-Петербурге — до 9,7 млн. Уровень проникновения в России — до 119,1 %, Москве — 176 %, Санкт-Петербурге — 153 %. Доля рынка крупнейших сотовых операторов на декабрь 2007 года составила: МТС 30,9 %, «ВымпелКом» 29,2 %, «МегаФон» 19,9 %, другие операторы 20 %.
Согласно исследованию компании J'son & Partners, количество зарегистрированных в России сим-карт по состоянию на конец ноября 2008 года достигло 183,8 млн. Эта цифра обусловлена отсутствием абонентской платы на популярных тарифных планах у российских операторов сотовой связи и низкой ценой подключения к сети. Абоненты в ряде случаев имеют сим-карты разных операторов, при этом могут ими не пользоваться продолжительное время либо использовать одну сим-карту в служебном мобильном телефоне, а другую — для личных разговоров.
В России в декабре 2008 года насчитывалось 187,8 млн пользователей сотовой связи (по числу проданных сим-карт). Уровень проникновения сотовой связи (количество SIM-карт на 100 жителей) на эту дату составил, таким образом, 129,4 %. В регионах, без учёта Москвы, уровень проникновения превысил 119,7 %.
Доля рынка крупнейших сотовых операторов на декабрь 2008 года составила: 34,4 % у МТС, 25,4 % у «Вымпелкома» и 23,0 % у «МегаФона».
Уровень проникновения на конец 2009 года достиг 162,4 %.
По состоянию на апрель 2010 года доля рынка в России по абонентам: МТС — 32,9 %, Мегафон — 24,6 %, Вымпелком — 24,0 %, Tele2 — 7,5 %, другие операторы — 11,0 %.
В последующие годы структура рынка сотовых услуг в России продолжала меняться и к концу 2015 году по данным международной консалтинговой компании «J’son & Partners Consolting» выглядела следующим образом: МТС — 31 %, Мегафон — 29 % , Вымпелком — 24 %, Tele2 — 14 %, другие операторы — 2 %.
На конец 2017 года в России осталось мало операторов, не зависимых от операторов «большой четвёрки» (МТС, Билайн, Мегафон и Tele2). Этому способствовало покупка последних активов «Смартс» «Мегафоном». Также ПАО «Мобильные ТелеСистемы» (МТС) приобрело 100 % акций регионального оператора мобильной связи «Сотовая связь Башкортостана».
В декабре 2013 года Государственная дума приняла закон, согласно которому стал возможен перенос абонентского номера от одного оператора к другому. По состоянию на сентябрь 2019 года, по данным ЦНИИС, от абонентов поступило 27,4 миллиона заявок на переход к другому мобильному оператору с сохранением своего номера. Спрос на услугу растет каждый год. Если в 2016 г. было подано 3,9 миллиона заявок, то в 2018 — уже около 7,2 миллиона; за 8 месяцев 2019 года оно достигло отметки в 7,39 миллиона.
В 2022 году, из-за санкций в связи с вторжением России на Украину, у россиян резко упала скорость мобильного интернета. Уход из России поставщиков оборудования для мобильной связи вынудил российских операторов демонтировать часть оборудования из населенных пунктов с небольшим количеством абонентов. Специалисты по телекоммуникациям рекомендуют жителям глубинки подключать проводной интернет.
По состоянию на 2025 год осталось 7 региональных операторов сотовой связи, из них 4 работают на временно оккупированных территориях Украины в Крыму и Севастополе, Донецкой, Луганской, частях Запорожской и Херсонской областей и 3 — в остальных регионах Российской Федерации.
| №                          | Оператор                   | Покрытие сети в 89 субъектах РФ (по состоянию на март 2025 г.)                                                                      | Технология (по состоянию на март 2025 г.)                                                                        | Количество абонентов        | Владелец                                                                         | Создан                     | MCC / MNC                  |
| операторы Большой четвёрки | операторы Большой четвёрки | операторы Большой четвёрки | операторы Большой четвёрки                                                                                       | операторы Большой четвёрки  | операторы Большой четвёрки                                                       | операторы Большой четвёрки | операторы Большой четвёрки |
| -------------------------- | -------------------------- | --- | --- | --------------------------- | -------------------------------------------------------------------------------- | -------------------------- | -------------------------- |
| 1                          | МТС                        | по всей стране (83 субъекта РФ) | GSM-900/1800 МГц 900/2100 МГц UMTS 800/900/1800/2100/2600 МГц LTE, VoLTE 800/900/1800 МГц NB IoT, 4900 МГц 5G NR | 81 900 000 (3 квартал 2024) | АФК «Система» (42,09 %), ПАО МТС (1,93 %), Акции в свободном обращении (50,03 %) | 1993                       | 25001                      |
| 2                          | МегаФон                    | по всей стране (83 субъекта РФ) | GSM-900/1800 МГц 900/2100 МГц UMTS 800/1800/2500/2600 МГц LTE, LTE-A, VoLTE 1800/2100/2600 МГц 5G NR             | 77 260 000 (2 квартал 2024) | ООО «ЮэСэМ Телеком» (50 %), ООО «АФ Телеком Холдинг» (50 %)                      | 1993                       | 25002                      |
| 3                          | t2                         | 70 субъектов РФ | GSM-900/1800 МГц 2100 МГц UMTS 450/800/900/1800/2100/2300/2600 МГц LTE, VoLTE                                    | 48 000 000 (3 квартал 2024) | Ростелеком                                                                       | 2003                       | 25020                      |
| 4                          | Билайн                     | по всей стране (83 субъекта РФ) | GSM-900/1800 МГц 900/2100 МГц UMTS 800/1800/2100/2600 МГц LTE, LTE-A, VoLTE                                      | 44 100 000 (3 квартал 2023) | Вымпел-Коммуникации                                                              | 1993                       | 25099                      |
| региональные операторы     |                            | | |                             |                                                                                  |                            |                            |
| 5                          | МОТИВ                      | Свердловская область, Курганская область, Ханты-Мансийский автономный округ — Югра и Ямало-Ненецкий автономный округ                | GSM-1800 МГц 1800/2500 МГц LTE, VoLTE                                                                            | 2 500 000 (2024)            | ООО «ЕКАТЕРИНБУРГ-2000»                                                          | 1996                       | 25035                      |
| 6                          | Таттелеком                 | Республика Татарстан | GSM-1800 МГц 1800 МГц LTE                                                                                        | 2 000 000 (2024)            | ПАО «Таттелеком»                                                                 | 1998                       | 25027                      |
| 7                          | Феникс                     | Донецкая Народная Республика | GSM-900/1800 МГц 2100 МГц UMTS 800/900/1800/2600 МГц LTE                                                         | 1 500 000 (2023)            | ГУП ДНР «РОС»                                                                    | 2015                       | 25097                      |
| 8                          | МКС                        | Луганская Народная Республика | GSM-900/1800 МГц 2100 МГц UMTS 900/1800/2600 МГц LTE                                                             | 1 000 000 (2022)            | ООО «МКС»                                                                        | 2015                       | 25098                      |
| 9                          | К-Телеком                  | Республика Крым, Севастополь, Луганская Народная Республика, Донецкая Народная Республика, Запорожская область и Херсонская область | GSM-900/1800 МГц 2100 МГц UMTS 2600 МГц LTE                                                                      | 500 000 (2021)              | ООО «К-Телеком»                                                                  | 2014                       | 25032, 25096               |
| 10                         | Миранда-медиа              | Республика Крым, Севастополь, Луганская Народная Республика, Донецкая Народная Республика, Запорожская область и Херсонская область | GSM-800/900 МГц 1800 МГц UMTS 450 МГц LTE                                                                        | 500 000 (2024)              | ООО «Миранда-медиа»                                                              | 2014                       | 25054                      |
| 11                         | Вайнах Телеком             | Чеченская Республика | GSM-900/1800 МГц 2300 МГц LTE                                                                                    | 100 000 (2020)              | АО «Вайнах Телеком»                                                              | 2009                       | 25008                      |